# Гумбарідзе Гіві Григорович
Гіві Григорович Гумбарідзе (груз. გივი გუმბარიძე; нар. 22 березня 1945, Тбілісі, Грузинська РСР, СРСР) — грузинський та радянський політичний діяч, перший секретар ЦК Комуністичної партії Грузії у 1989–1990. Член ЦК КПРС у 1990—1991 роках, член Політбюро ЦК КПРС з 13 липня 1990 по 31 січня 1991 року. Народний депутат СРСР (1989—1991).

## Життєпис
Народився в Тбілісі в родині військовослужбовця.
Закінчив Тбіліський державний університет у 1966 році за спеціальністю «російська філологія».
У 1966 році працював старшим науковим співробітником Центрального державного архіву Архівного управління при Раді міністрів Грузинської РСР.
З 1966 по 1967 рік служив у Радянській армії.
З 1968 року знову працював старшим науковим співробітником Центрального державного архіву Архівного управління при Раді міністрів Грузинської РСР.
З 1969 по 1977 рік — перекладач групи публікацій і перекладів, старший інструктор відділу з питань роботи рад, помічник заступника голови Президії Верховної ради Грузинської РСР.
У 1972 році вступив до КПРС, за 5 років перейшов на партійну роботу.
У 1977–1983 — в апараті ЦК КП Грузії (інструктор, завідувач сектору, заступник завідувача відділу адміністративних органів ЦК КП Грузії).
У 1983—1985 роках — 1-й секретар Зестафонського районного комітету КП Грузії.
У 1985—1986 роках — завідувач відділу адміністративних органів ЦК КП Грузії.
У 1986—1988 роках — завідувач відділу організаційно-партійної роботи ЦК КП Грузії.
3 20 травня по 1 грудня 1988 року — перший секретар Тбіліського міського комітету КП Грузії.
З грудня 1988 до квітня 1989 був головою Комітету державної безпеки Грузинської РСР.
З 14 квітня 1989 до грудня 1990 — перший секретар ЦК Компартії Грузії. Відповідно до рішення XXVIII з'їзду КПРС про членство у Політбюро ЦК КПРС перших секретарів республіканських компартій входив до складу Політбюро з 14 липня 1990 до 31 січня 1991.
З 17 листопада 1989 до 14 листопада 1990 — голова Президії Верховної Ради Грузинської РСР. У 1989–1991 — народний депутат СРСР, член Верховної Ради до серпня 1991.

## Нагороди і звання
- орден «Знак Пошани»
- медалі